# Bramevaque
Bramevaque est une commune française située dans l'est du département des Hautes-Pyrénées, en région Occitanie. Sur le plan historique et culturel, la commune est dans le pays de Comminges, correspondant à l’ancien comté de Comminges, circonscription de la province de Gascogne située sur les départements actuels du Gers, de la Haute-Garonne, des Hautes-Pyrénées et de l'Ariège.
Exposée à un climat de montagne, elle est drainée par l'Ourse. La commune possède un patrimoine naturel remarquable composé de quatre zones naturelles d'intérêt écologique, faunistique et floristique.
Bramevaque est une commune rurale qui compte 30 habitants en 2022, après avoir connu un pic de population de 192 habitants en 1831.
Ses habitants sont appelés les Bramevoquois.

## Géographie

### Localisation
La commune de Bramevaque se trouve dans le département des Hautes-Pyrénées, en région Occitanie.
Elle se situe à 50 km à vol d'oiseau de Tarbes, préfecture du département, à 36 km de Bagnères-de-Bigorre, sous-préfecture, et à 22 km de Lannemezan, bureau centralisateur du canton de la Vallée de la Barousse dont dépend la commune depuis 2015 pour les élections départementales.
La commune fait en outre partie du bassin de vie de Montréjeau.
Les communes les plus proches sont : 
Troubat (0,5 km), Gembrie (1,4 km), Sacoué (1,5 km), Thèbe (1,8 km), Gaudent (1,9 km), Samuran (2,0 km), Antichan (2,0 km), Mauléon-Barousse (2,1 km).
Sur le plan historique et culturel, Bramevaque fait partie du pays de Comminges, correspondant à l’ancien comté de Comminges, circonscription de la province de Gascogne située sur les départements actuels du Gers, de la Haute-Garonne, des Hautes-Pyrénées et de l'Ariège.
Bramevaque est limitrophe de cinq autres communes.
|       | Sacoué           | Gembrie |
| Ourde | Bramevaque       | Troubat |
|       | Mauléon-Barousse |         |

### Hydrographie
La commune est dans le bassin versant de la Garonne, au sein du bassin hydrographique Adour-Garonne. Elle est drainée par l'Ourse, constituant un réseau hydrographique de 1 km de longueur totale,.
L'Ourse, d'une longueur totale de 25,4 km, prend sa source dans la commune de Ferrère et s'écoule du sud vers le nord. Il traverse la commune et se jette dans la Garonne à Loures-Barousse, après avoir traversé 12 communes.

### Climat
La commune jouit d'un climat montagnard caractérisé par des étés doux (température moyenne de 25 °C) et des périodes de beaux temps. Parfois des orages éclatent sous forme de fortes averses, imprévues et violentes. Quant aux hivers, ils sont frais ou froids avec des températures de 3 °C en moyenne, et souvent humides avec de fréquentes dépressions en provenance de l'Atlantique amenant de la pluie.
| Mois                              | jan.  | fév.  | mars  | avril | mai   | juin  | jui.  | août  | sep.  | oct.  | nov.  | déc.  | année   |
| --------------------------------- | ----- | ----- | ----- | ----- | ----- | ----- | ----- | ----- | ----- | ----- | ----- | ----- | ------- |
| Température minimale moyenne (°C) | 1     | 2     | 4     | 6     | 9     | 13    | 15    | 15    | 12    | 9     | 4     | 2     | 7,7     |
| Température moyenne (°C)          | 5,2   | 5,6   | 8,4   | 10,1  | 13,8  | 17,8  | 18,6  | 18,8  | 16,4  | 13,5  | 7,5   | 5,5   | 11,8    |
| Température maximale moyenne (°C) | 10    | 11    | 14    | 15    | 19    | 22    | 25    | 25    | 23    | 19    | 14    | 11    | 17,3    |
| Ensoleillement (h)                | 108,8 | 118,8 | 155,6 | 157,2 | 181,3 | 191,5 | 215,5 | 196,4 | 194,5 | 164,4 | 124,4 | 104,4 | 1 912,8 |
| Précipitations (mm)               | 98,6  | 63,3  | 99    | 108,2 | 137   | 87,1  | 72,6  | 70,5  | 69,5  | 81,9  | 101,4 | 97,4  | 1 086   |

### Milieux naturels et biodiversité
L’inventaire des zones naturelles d'intérêt écologique, faunistique et floristique (ZNIEFF) a pour objectif de réaliser une couverture des zones les plus intéressantes sur le plan écologique, essentiellement dans la perspective d’améliorer la connaissance du patrimoine naturel national et de fournir aux différents décideurs un outil d’aide à la prise en compte de l’environnement dans l’aménagement du territoire.
Deux ZNIEFF de type 1 sont recensées sur la commune :
« l'Ourse et ses affluents de Ferrère à Izaourt » (85 ha), couvrant 18 communes du département et 
le « vallon de Sarroumagna, bois du Pradet et soulane d'Ourde » (614 ha), couvrant 6 communes du département
et deux ZNIEFF de type 2, : 
- les « Garonne amont, Pique et Neste » (1 788 ha), couvrant 112 communes dont 42 dans la Haute-Garonne et 70 dans les Hautes-Pyrénées[13] ;
- les « montagnes sèches et rocheuses en rives gauche et droite de l'Ourse et à Saint-Bertrand-de-Comminges » (5 147 ha), couvrant 24 communes dont deux dans la Haute-Garonne et 22 dans les Hautes-Pyrénées[14].

## Urbanisme

### Typologie
Au 1er janvier 2024, Bramevaque est catégorisée commune rurale à habitat très dispersé, selon la nouvelle grille communale de densité à sept niveaux définie par l'Insee en 2022.
Elle est située hors unité urbaine et hors attraction des villes,.

### Occupation des sols
L'occupation des sols de la commune, telle qu'elle ressort de la base de données européenne d’occupation biophysique des sols Corine Land Cover (CLC), est marquée par l'importance des forêts et milieux semi-naturels (86,7 % en 2018), en diminution par rapport à 1990 (91,4 %). La répartition détaillée en 2018 est la suivante : 
forêts (83,1 %), zones agricoles hétérogènes (8,7 %), prairies (4,5 %), milieux à végétation arbustive et/ou herbacée (3,7 %).
L'IGN met par ailleurs à disposition un outil en ligne permettant de comparer l’évolution dans le temps de l’occupation des sols de la commune (ou de territoires à des échelles différentes). Plusieurs époques sont accessibles sous forme de cartes ou photos aériennes : la carte de Cassini (XVIIIe siècle), la carte d'état-major (1820-1866) et la période actuelle (1950 à aujourd'hui).

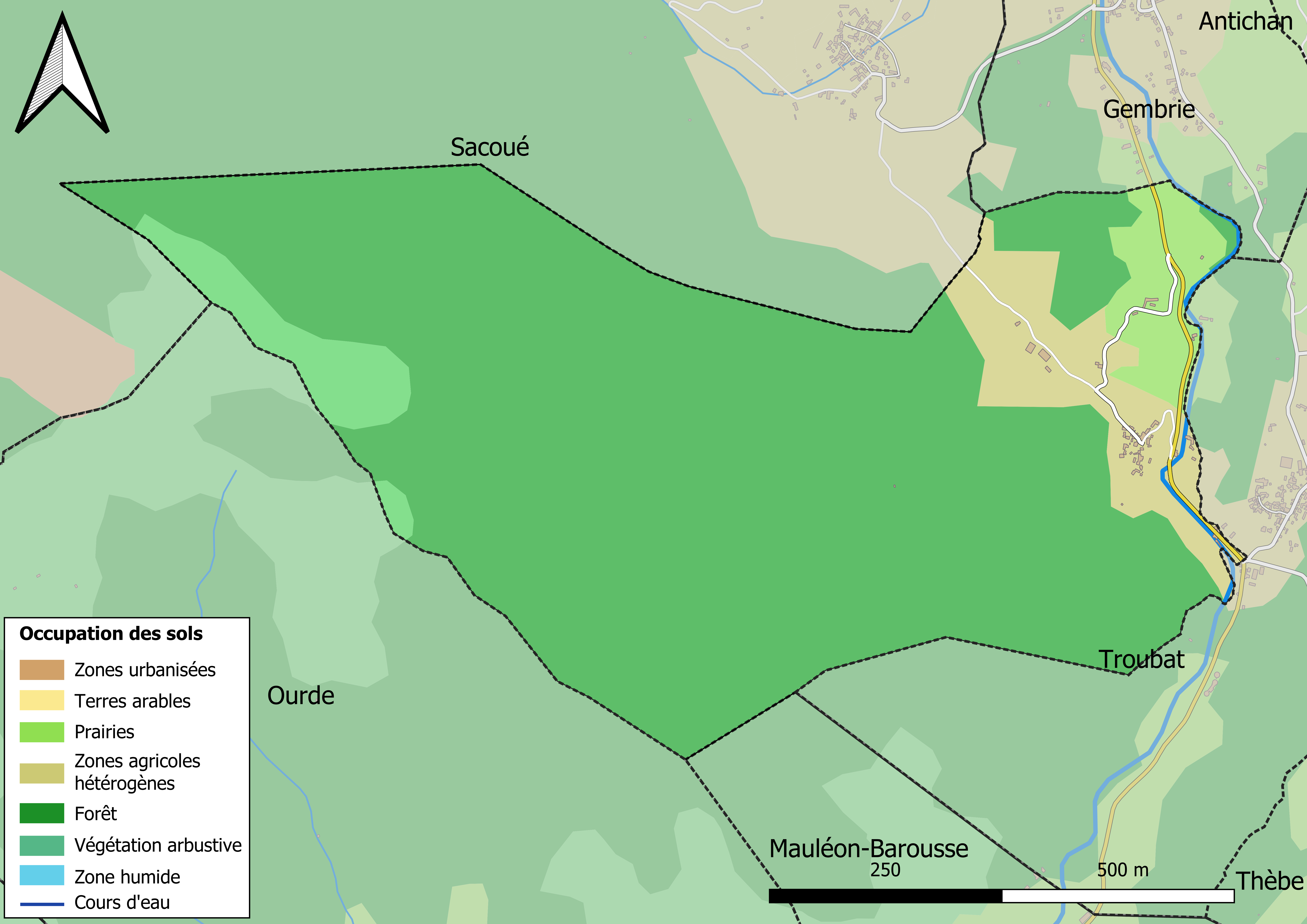
Carte des infrastructures et de l'occupation des sols en 2018 (CLC) de la commune.
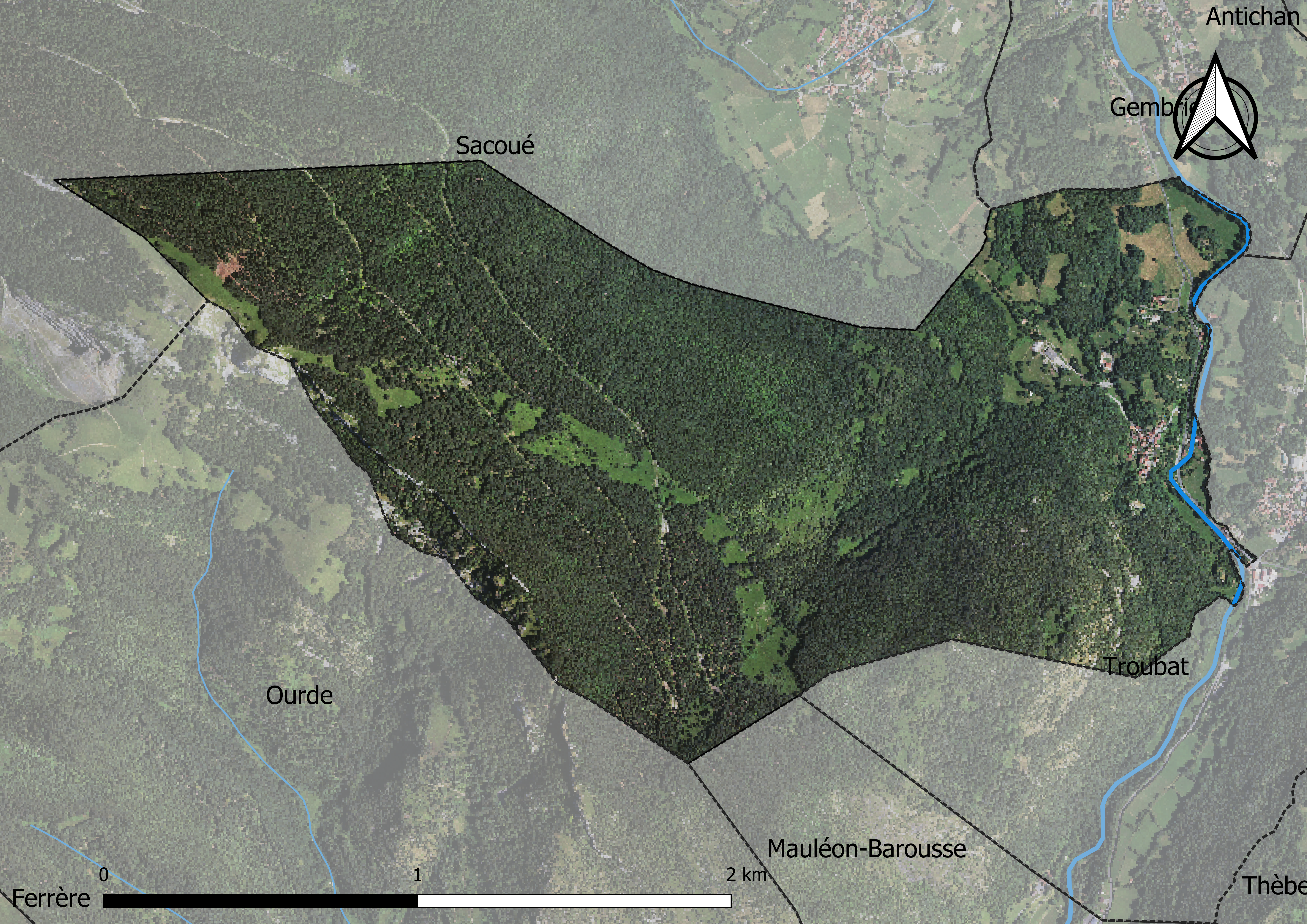
Carte orthophotogrammétrique de la commune.

### Voies de communication et transports
Cette commune est desservie par la route départementale D 925.

### Risques majeurs
Le territoire de la commune de Bramevaque est vulnérable à différents aléas naturels : météorologiques (tempête, orage, neige, grand froid, canicule ou sécheresse), inondations, feux de forêts, mouvements de terrains et séisme (sismicité moyenne). Un site publié par le BRGM permet d'évaluer simplement et rapidement les risques d'un bien localisé soit par son adresse soit par le numéro de sa parcelle.
Certaines parties du territoire communal sont susceptibles d’être affectées par le risque d’inondation par débordement de cours d'eau, notamment l'Ourse. La cartographie des zones inondables en ex-Midi-Pyrénées réalisée dans le cadre du XIe Contrat de plan État-région, visant à informer les citoyens et les décideurs sur le risque d’inondation, est accessible sur le site de la DREAL Occitanie. La commune a été reconnue en état de catastrophe naturelle au titre des dommages causés par les inondations et coulées de boue survenues en 1982, 1999 et 2009,.
Bramevaque est exposée au risque de feu de forêt. Un plan départemental de protection des forêts contre les incendies a été approuvé par arrêté préfectoral le 21 avril 2020 pour la période 2020-2029. Le précédent couvrait la période 2007-2017. L’emploi du feu est régi par deux types de réglementations. D’abord le code forestier et l’arrêté préfectoral du 27 octobre 2014, qui réglementent l’emploi du feu à moins de 200 m des espaces naturels combustibles sur l’ensemble du département. Ensuite celle établie dans le cadre de la lutte contre la pollution de l’air, qui interdit le brûlage des déchets verts des particuliers. L’écobuage est quant à lui réglementé dans le cadre de commissions locales d’écobuage (CLE)

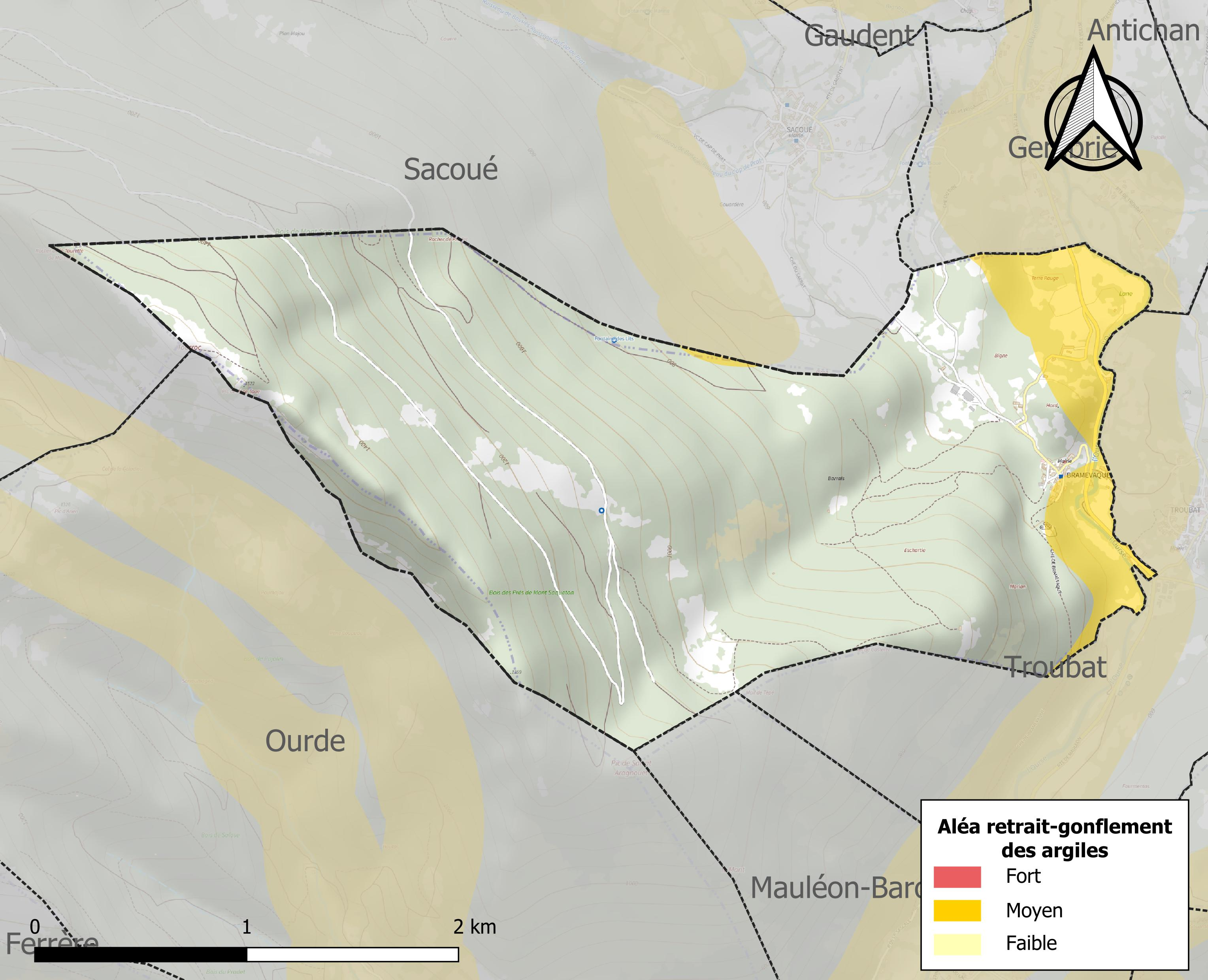
Carte des zones d'aléa retrait-gonflement des sols argileux de Bramevaque.

Les mouvements de terrains susceptibles de se produire sur la commune sont des tassements différentiels.
Le retrait-gonflement des sols argileux est susceptible d'engendrer des dommages importants aux bâtiments en cas d’alternance de périodes de sécheresse et de pluie. 9 % de la superficie communale est en aléa moyen ou fort (44,5 % au niveau départemental et 48,5 % au niveau national). Sur les 28 bâtiments dénombrés sur la commune en 2019, 11 sont en aléa moyen ou fort, soit 39 %, à comparer aux 75 % au niveau départemental et 54 % au niveau national. Une cartographie de l'exposition du territoire national au retrait gonflement des sols argileux est disponible sur le site du BRGM,.
Par ailleurs, afin de mieux appréhender le risque d’affaissement de terrain, l'inventaire national des cavités souterraines permet de localiser celles situées sur la commune.
Concernant les mouvements de terrains, la commune a été reconnue en état de catastrophe naturelle au titre des dommages causés par des mouvements de terrain en 1999.

## Toponymie
Étymologie :

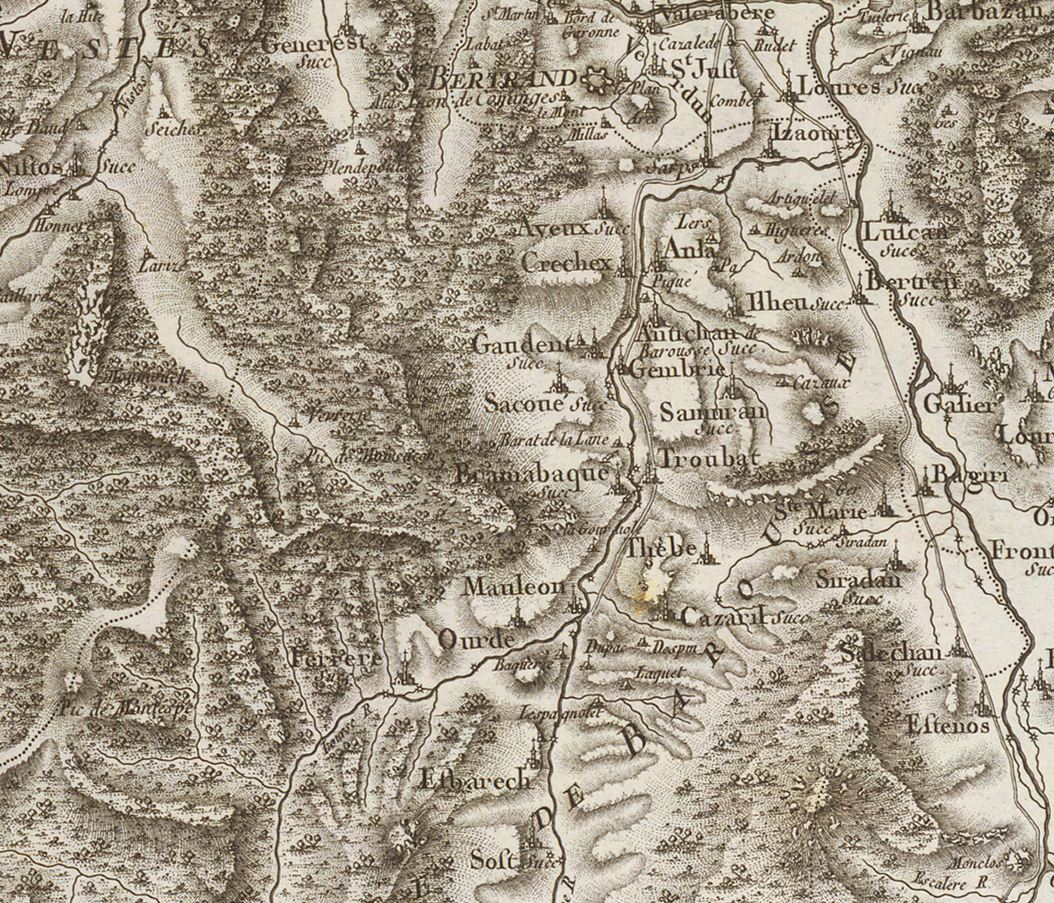
Extrait de la carte de Cassini (entre 1756 et 1789) situant Bramevaque au nord de Mauléon-Barousse.

Selon la légende, Marguerite, comtesse de Comminges, fut séquestrée par son troisième époux, Mathieu de Foix, dans le château de Bramevaque. Elle y gagna la réputation d'être une ogresse, qui réclamait chaque jour un enfant. N'ayant pu trouver d'enfant, ses sbires prirent un veau nouveau-né, mais les meuglements de la vache alertèrent la comtesse et tout le pays, ce qui valut à l'endroit son nom : bramevaque.
Le nom du village peut aussi s'expliquer par l'onomastique gauloise : le radical Vac associé à un nom de tribu, les Bram (tribu  présente dans le toponyme de la ville de Bram). Dottin apporte confirmation que Vac appartient bien à la langue gauloise comme suffixe d'« un terme  de nom de peuple » (exemples Bellovaci, Ebrovaci, cités par Delamare) et Ernest Nègre attribue au terminal vac(o) un sens emphatique « glorieux, fort ». Bramevaque peut être traduit par village de la glorieuse tribu des Bram. Un autre toponyme régional construit de manière similaire est Garrevaque village de la glorieuse tribu des Gar, le Pic du Gar étant la montagne sacrée de la divinité éponyme, et la Garonne la rivière du peuple des Gar[réf. souhaitée].
Du gascon bramar (« bramer, beugler ») et vaca (« vache »), le nom désigne un médiocre pâturage[réf. nécessaire] où la vache brame (de faim).
On trouvera les principales informations dans le Dictionnaire toponymique des communes des Hautes Pyrénées de Michel Grosclaude et Jean-François Le Nail qui rapporte les dénominations historiques du village : 
- Bramavaca (1235-1236, actes Bonnefont) ;
- Bramabaca (1312, Larcher, cartulaire du Comminges) ;
- de Bramauaca, latin (1313, Debita regi Navarre) ;
- De Bramavaca, latin (1387, pouillé du Comminges) ;
- Bramebaque (1767, Larcher, cartulaire du Comminges ; 1790, Département 1) ;
- Bramabaque (fin XVIIIe siècle, sur la carte de Cassini).

Nom occitan : Brauvaca.

## Politique et administration

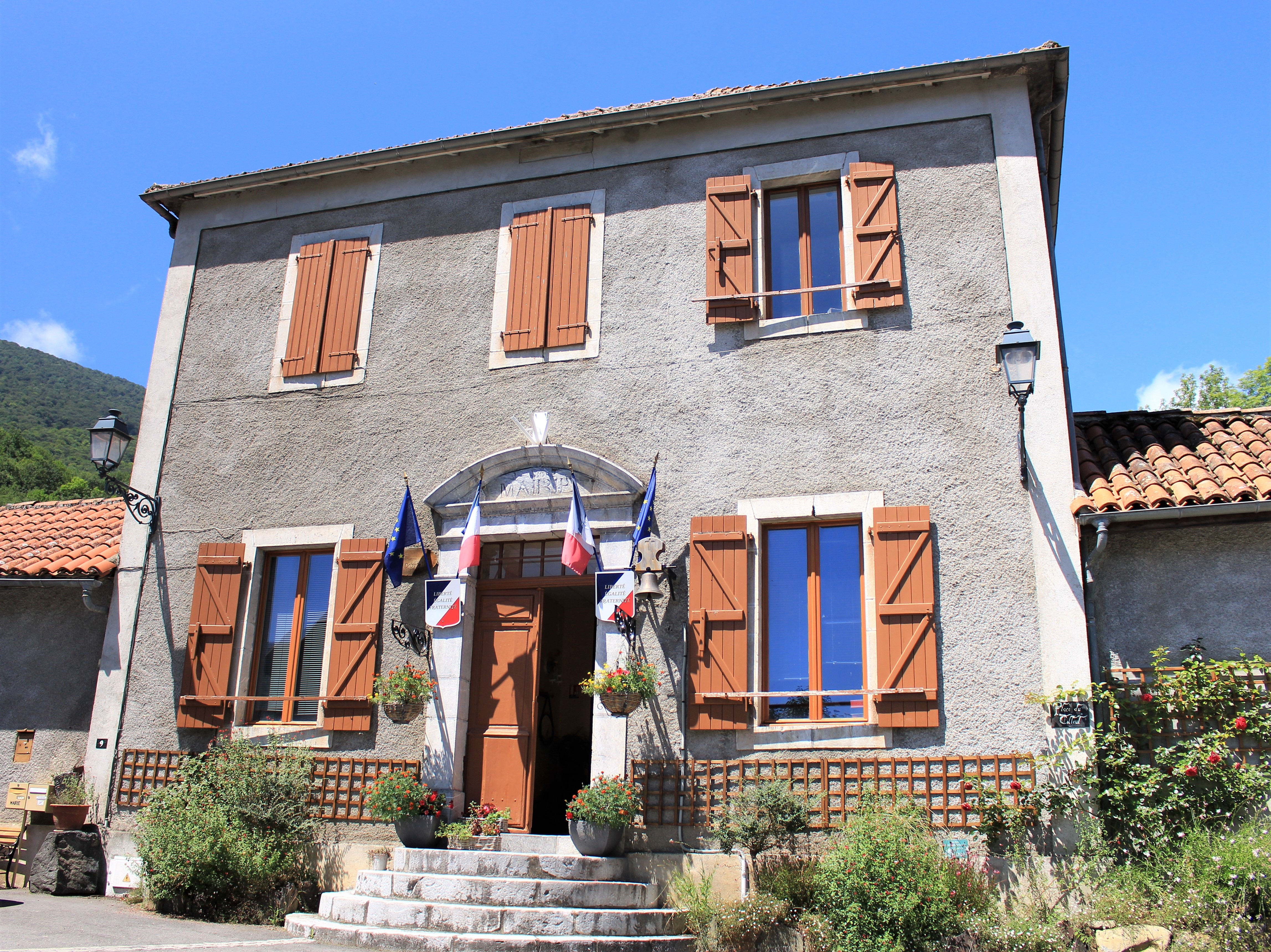
La mairie en 2023.

### Liste des maires
| Période                                  | Période   | Identité          | Étiquette | Qualité |
| ---------------------------------------- | --------- | ----------------- | --------- | ------- |
| Les données manquantes sont à compléter. |           |                   |           |         |
|                                          |           |                   |           |         |
| mars 2001 (réélu en mars 2014)           | mars 2020 | Jean-Louis Teulié |           |         |
| mars 2020                                | en cours  | Joëlle Fortassin  |           |         |

### Rattachements administratifs et électoraux

#### Intercommunalité
Bramevaque appartient à la communauté de communes Neste Barousse créée en janvier 2017 et qui réunit 43 communes.

## Population et société

### Démographie

#### Évolution démographique
L'évolution du nombre d'habitants est connue à travers les recensements de la population effectués dans la commune depuis 1793. Pour les communes de moins de 10 000 habitants, une enquête de recensement portant sur toute la population est réalisée tous les cinq ans, les populations de référence des années intermédiaires étant quant à elles estimées par interpolation ou extrapolation. Pour la commune, le premier recensement exhaustif entrant dans le cadre du nouveau dispositif a été réalisé en 2008.

En 2022, la commune comptait 30 habitants, en évolution de −18,92 % par rapport à 2016 (Hautes-Pyrénées : +1,59 %, France hors Mayotte : +2,11 %).
| 1793 | 1800 | 1806 | 1821 | 1831 | 1836 | 1841 | 1846 | 1851 |
| ---- | ---- | ---- | ---- | ---- | ---- | ---- | ---- | ---- |
| 148  | 135  | 170  | 112  | 192  | 189  | 174  | 191  | 184  |

| 1856 | 1861 | 1866 | 1872 | 1876 | 1881 | 1886 | 1891 | 1896 |
| ---- | ---- | ---- | ---- | ---- | ---- | ---- | ---- | ---- |
| 156  | 164  | 147  | 149  | 151  | 137  | 100  | 110  | 117  |

| 1901 | 1906 | 1911 | 1921 | 1926 | 1931 | 1936 | 1946 | 1954 |
| ---- | ---- | ---- | ---- | ---- | ---- | ---- | ---- | ---- |
| 104  | 84   | 70   | 57   | 61   | 44   | 56   | 38   | 38   |

| 1962 | 1968 | 1975 | 1982 | 1990 | 1999 | 2006 | 2008 | 2013 |
| ---- | ---- | ---- | ---- | ---- | ---- | ---- | ---- | ---- |
| 36   | 36   | 23   | 31   | 23   | 23   | 32   | 34   | 38   |

| 2018 | 2022 | - | - | - | - | - | - | - |
| ---- | ---- | - | - | - | - | - | - | - |
| 32   | 30   | - | - | - | - | - | - | - |

### Enseignement
La commune dépend de l'académie de Toulouse. Elle ne dispose plus d'école en 2019.

## Économie

### Emploi
|                | 2008  | 2013  | 2018   |
| -------------- | ----- | ----- | ------ |
| Commune        | 4 %   | 0 %   | 17,4 % |
| Département    | 7,7 % | 9,4 % | 9,8 %  |
| France entière | 8,3 % | 10 %  | 10 %   |

En 2018, la population âgée de 15 à 64 ans s'élève à 23 personnes, parmi lesquelles on compte 87 % d'actifs (69,6 % ayant un emploi et 17,4 % de chômeurs) et 13 % d'inactifs,. En  2018, le taux de chômage communal (au sens du recensement) des 15-64 ans est supérieur à celui du département et de la France, alors qu'en 2008 la situation était inverse.
La commune est hors attraction des villes,. Elle compte 3 emplois en 2018, contre 3 en 2013 et 3 en 2008. Le nombre d'actifs ayant un emploi résidant dans la commune est de 16, soit un indicateur de concentration d'emploi de 18,8 % et un taux d'activité parmi les 15 ans ou plus de 64,5 %.
Sur ces 16 actifs de 15 ans ou plus ayant un emploi, 3 travaillent dans la commune, soit 19 % des habitants. Pour se rendre au travail, 87,5 % des habitants utilisent un véhicule personnel ou de fonction à quatre roues et 12,5 % s'y rendent en deux-roues, à vélo ou à pied.

## Culture locale et patrimoine

### Lieux et monuments
- Ruines du château des comtes de Comminges, inscrit au titre des monuments historiques depuis 1950[35].
- Église Saint-Barthélémy, XIIe siècle, inscrite depuis 1989[36].
- Dans le petit cimetière attenant à l'église, une dalle funéraire gravée du XIIIe siècle est classée monument historique depuis 1977[37].
- Lavoir.
- Monument aux morts.

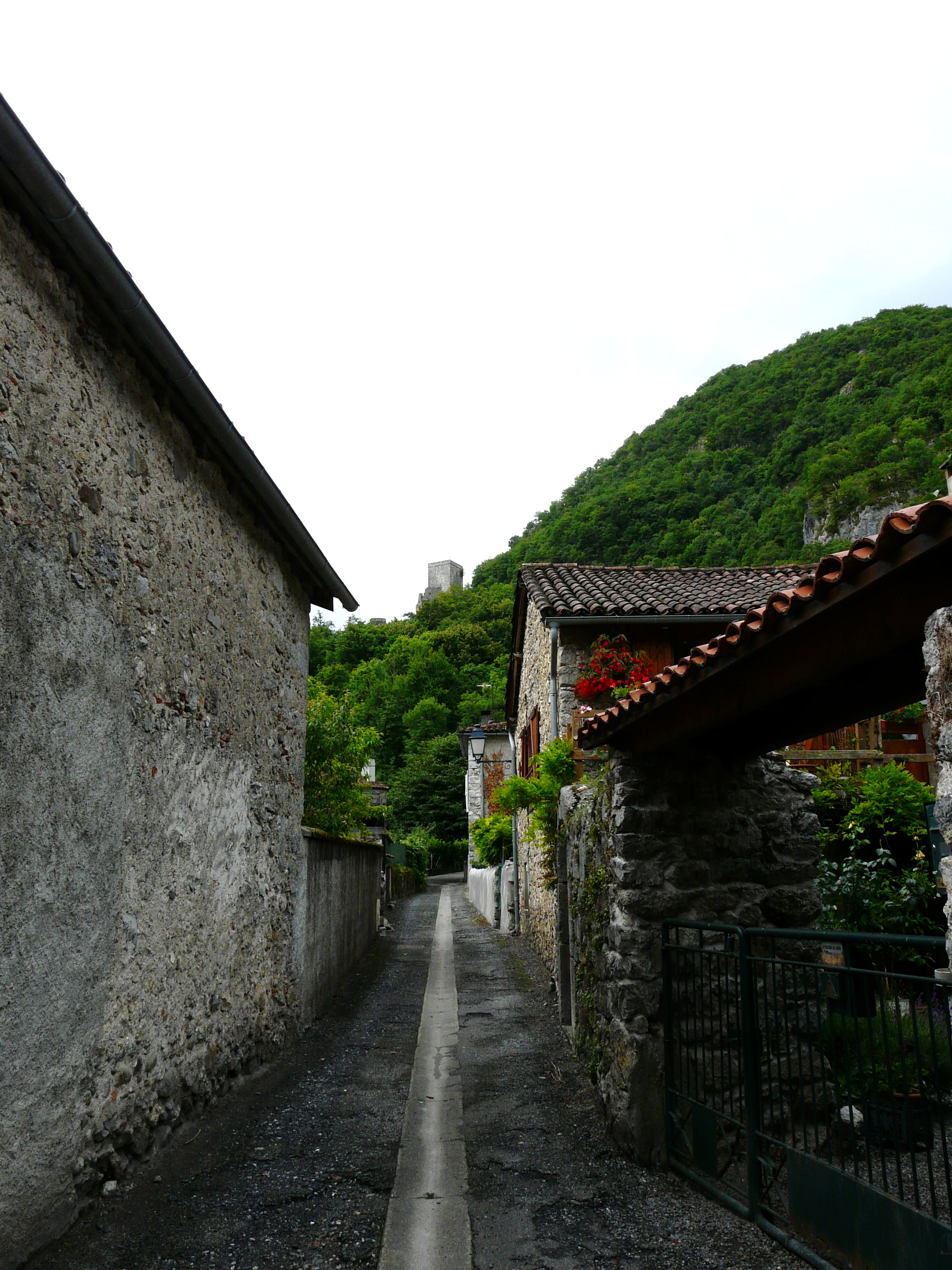
Ruelle dans le village de Bramevaque.
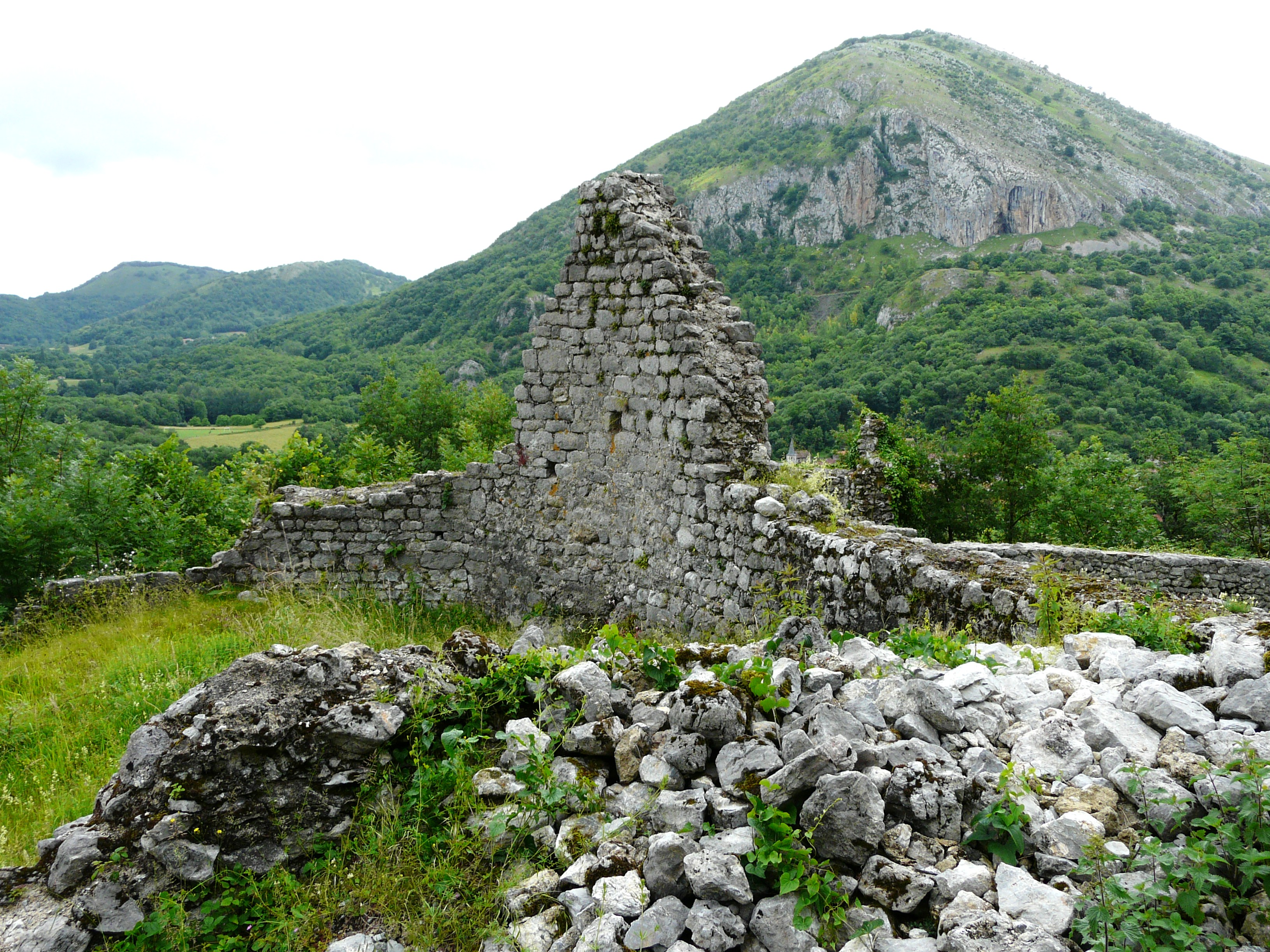
Les ruines du château des comtes de Comminges.
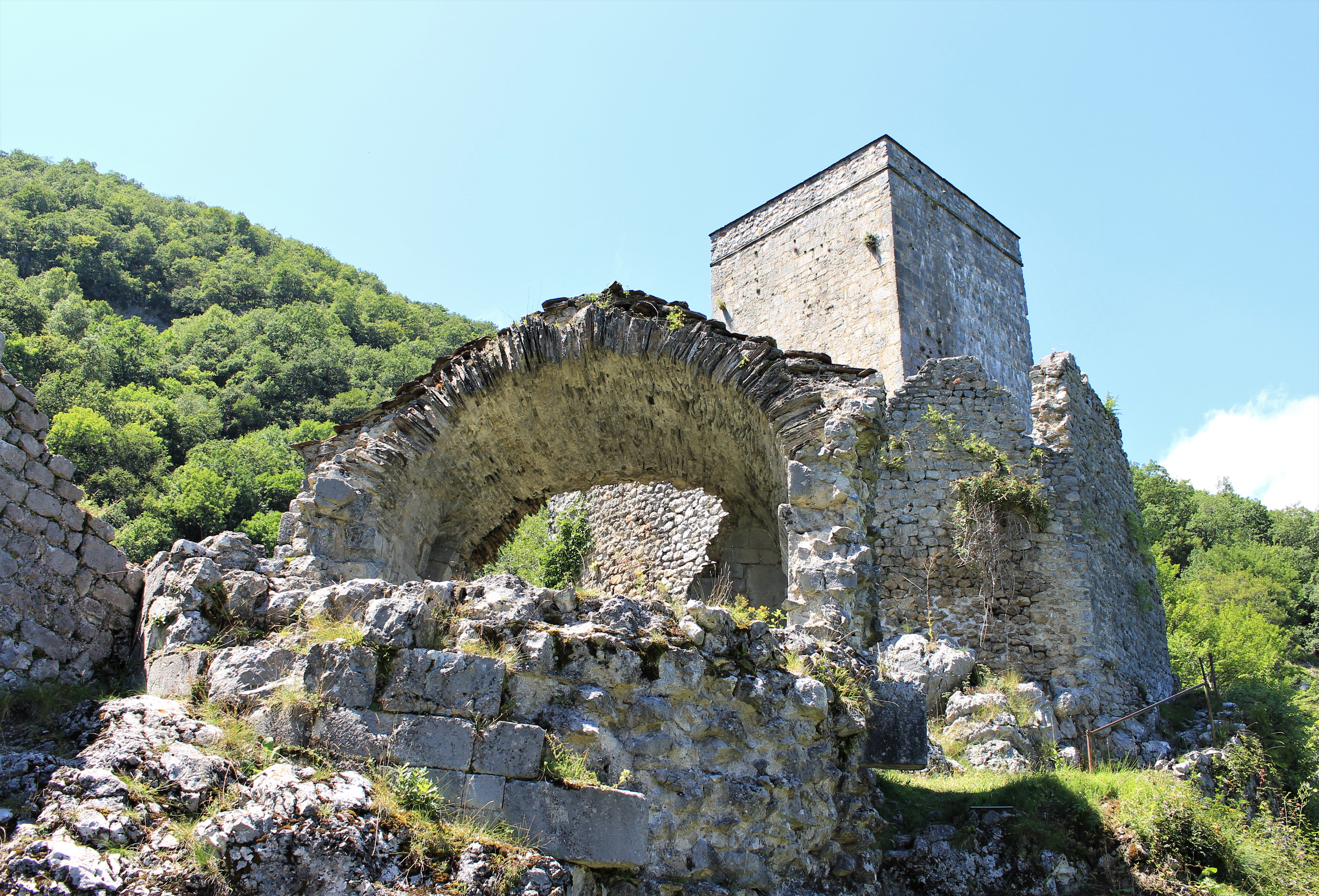
Les ruines du château.
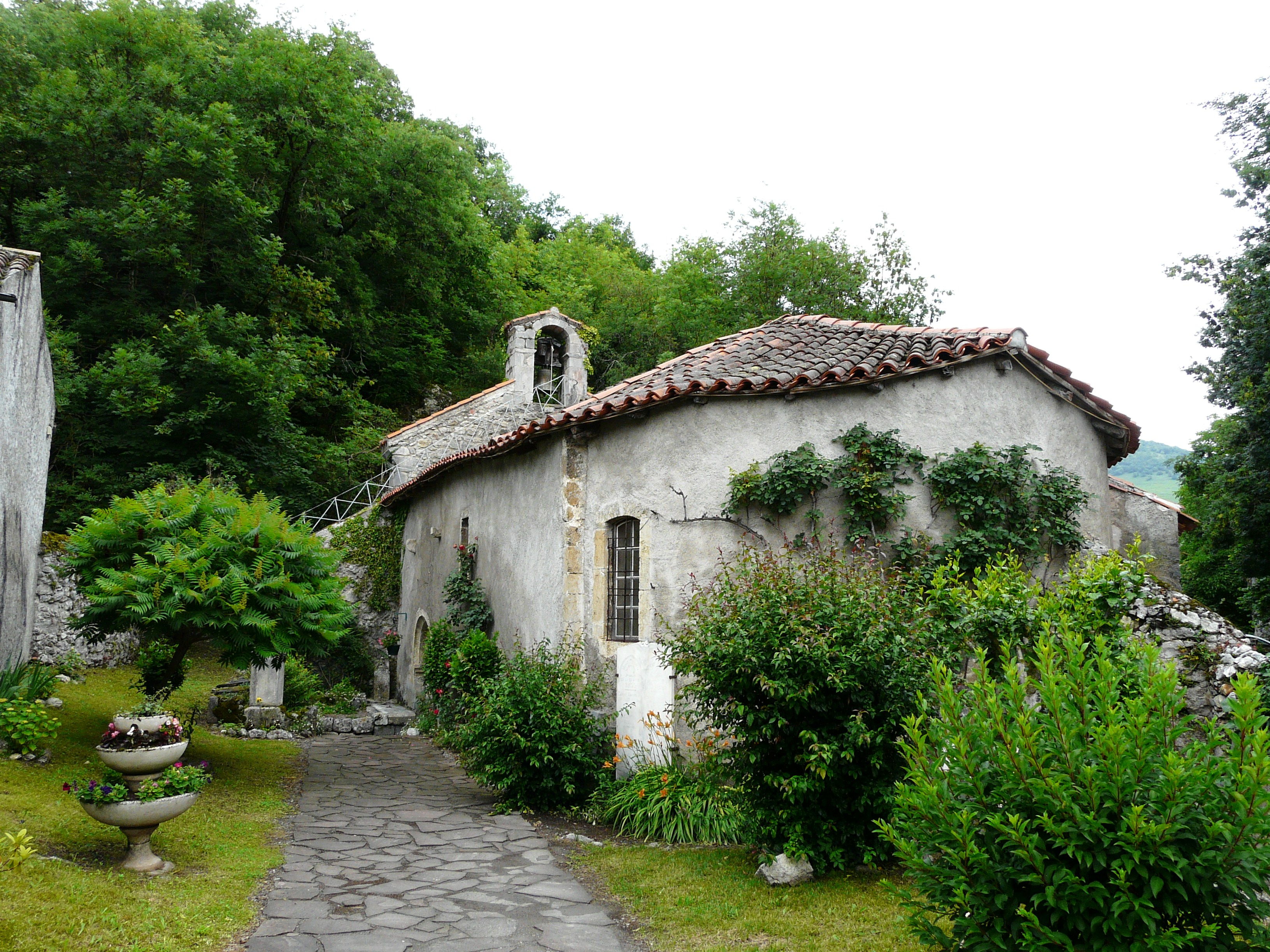
L'église Saint-Barthélémy.
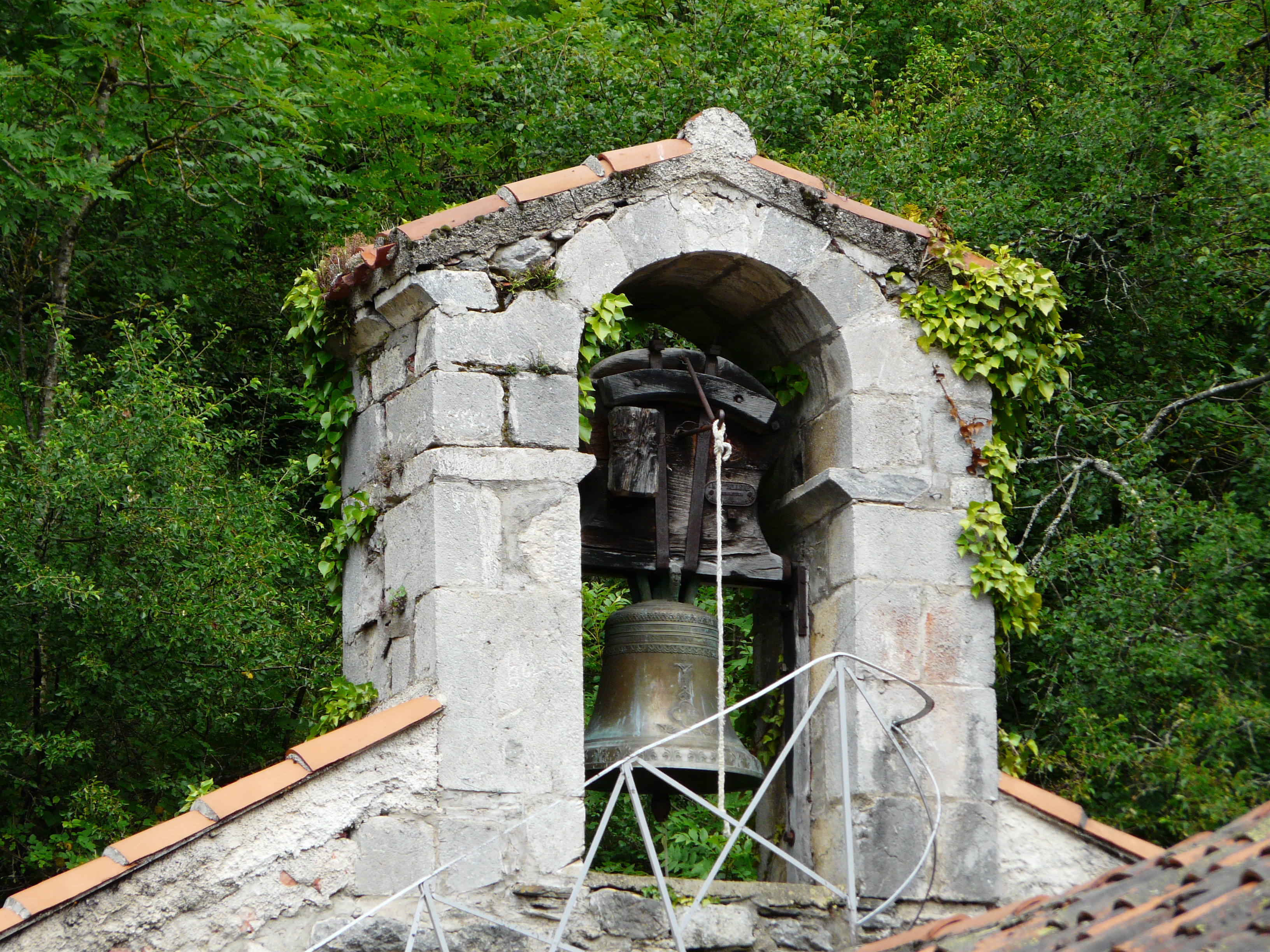
Le clocher-mur.
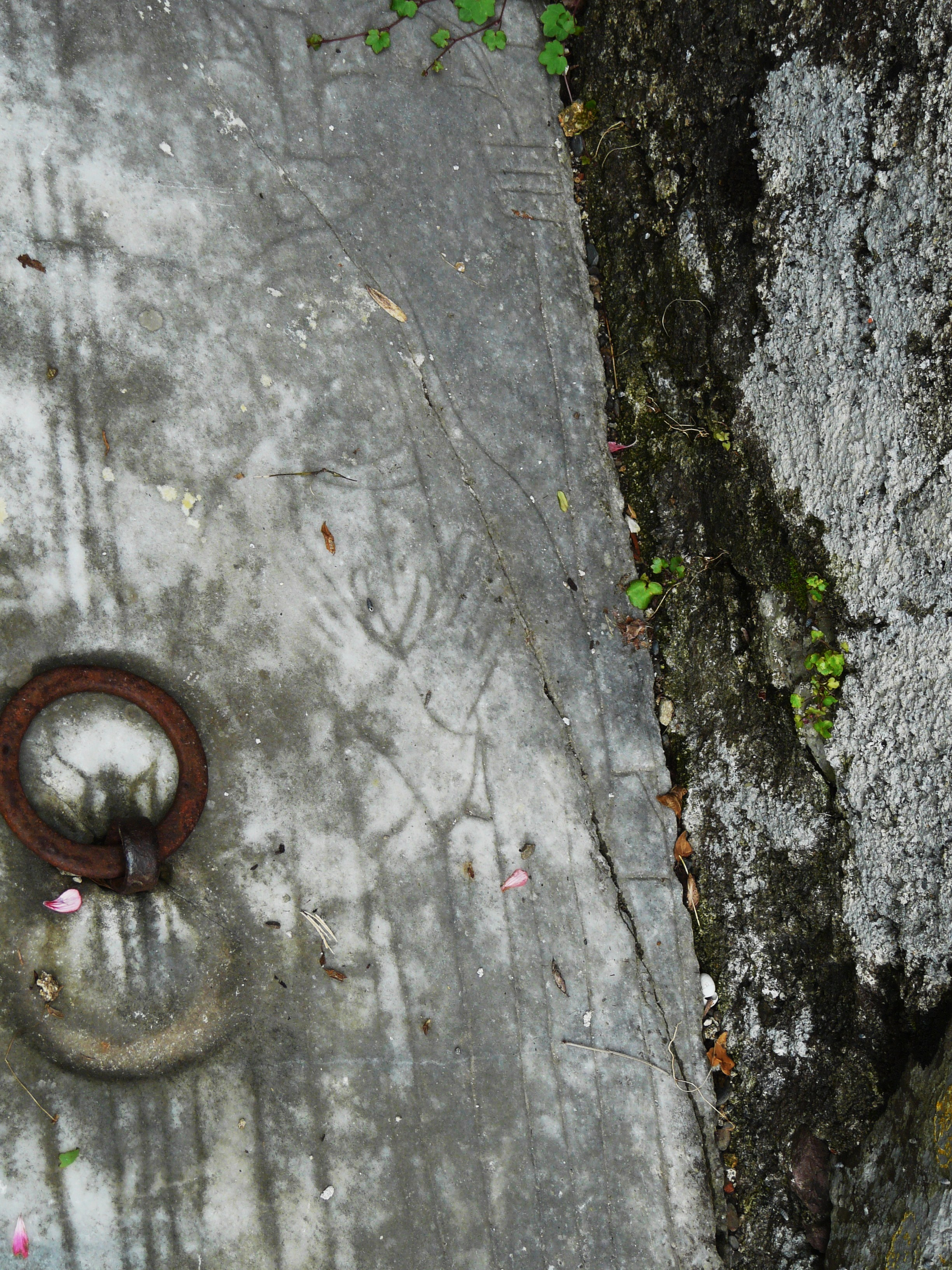
Détail de la dalle funéraire gravée du XIIIe siècle.
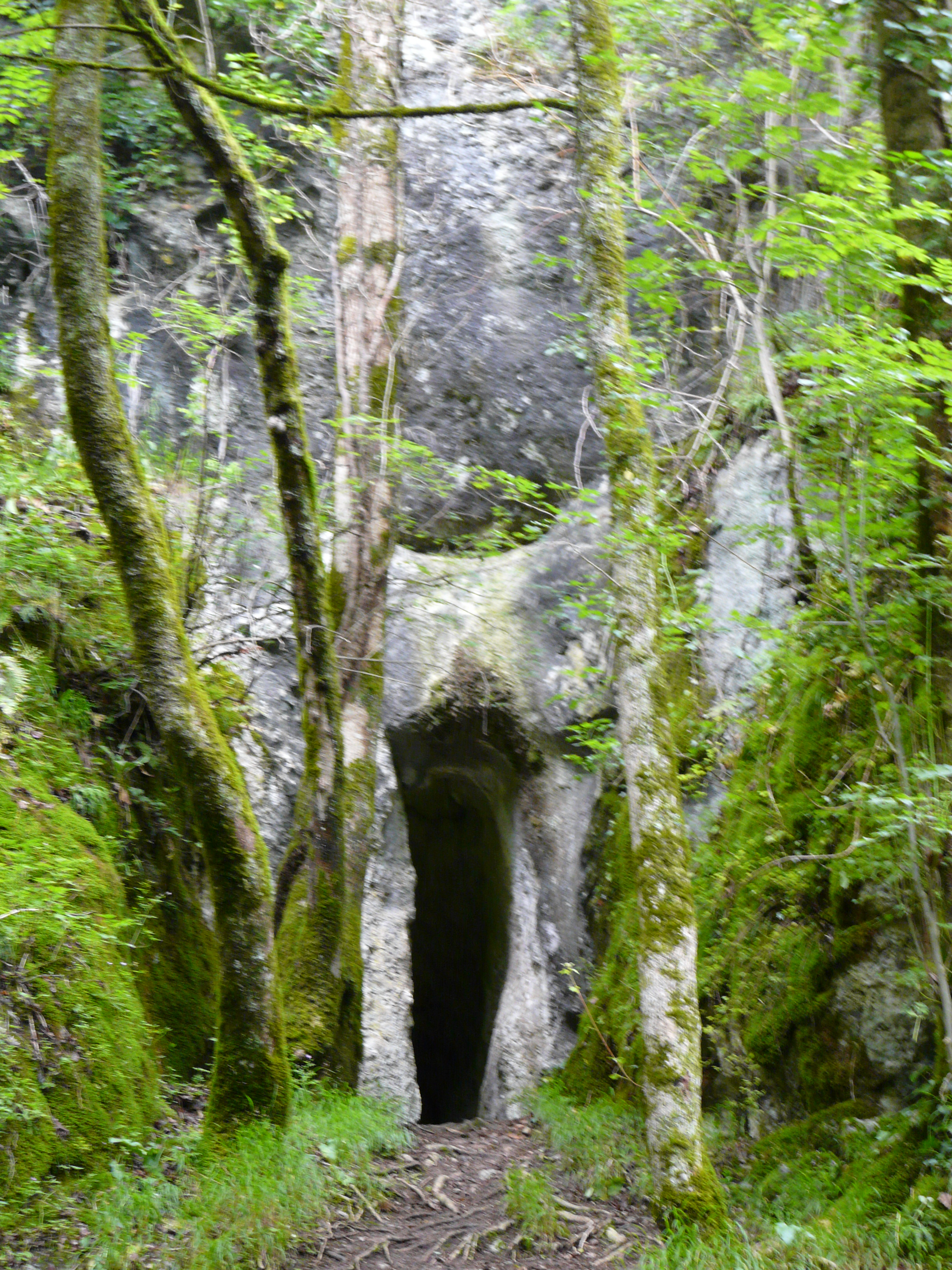
Grotte à proximité des ruines du château.
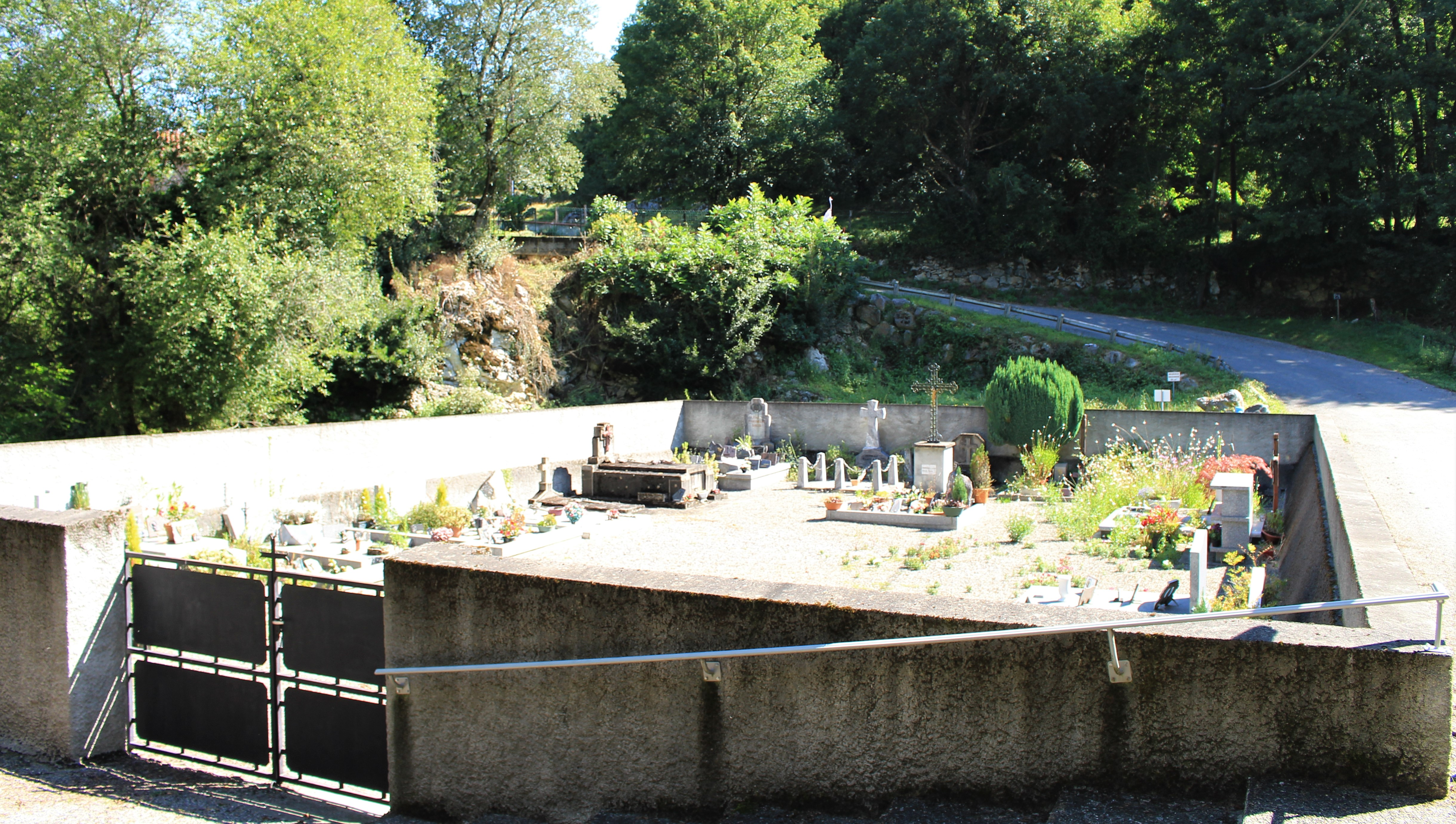
Le cimetière.
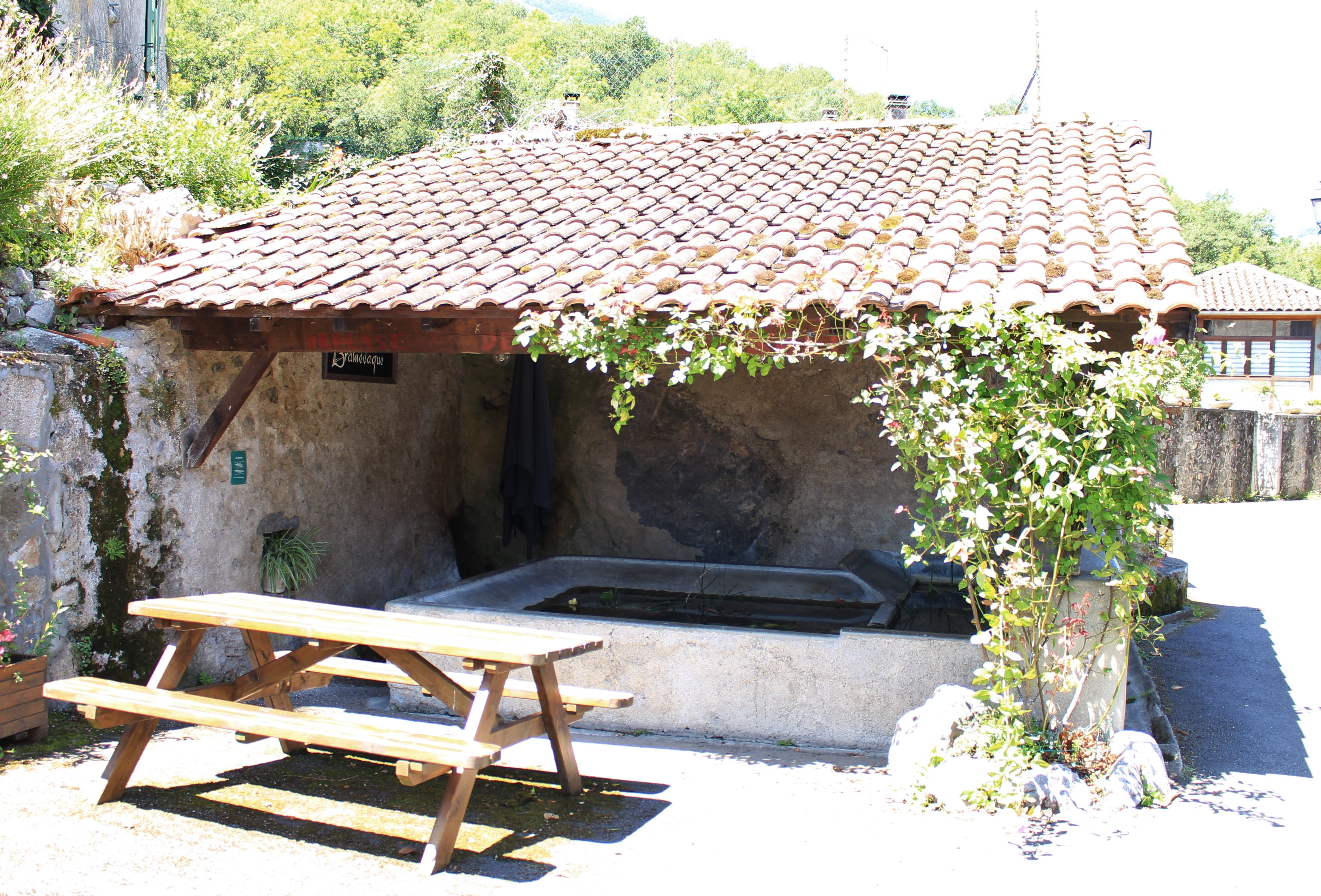
Le lavoir.
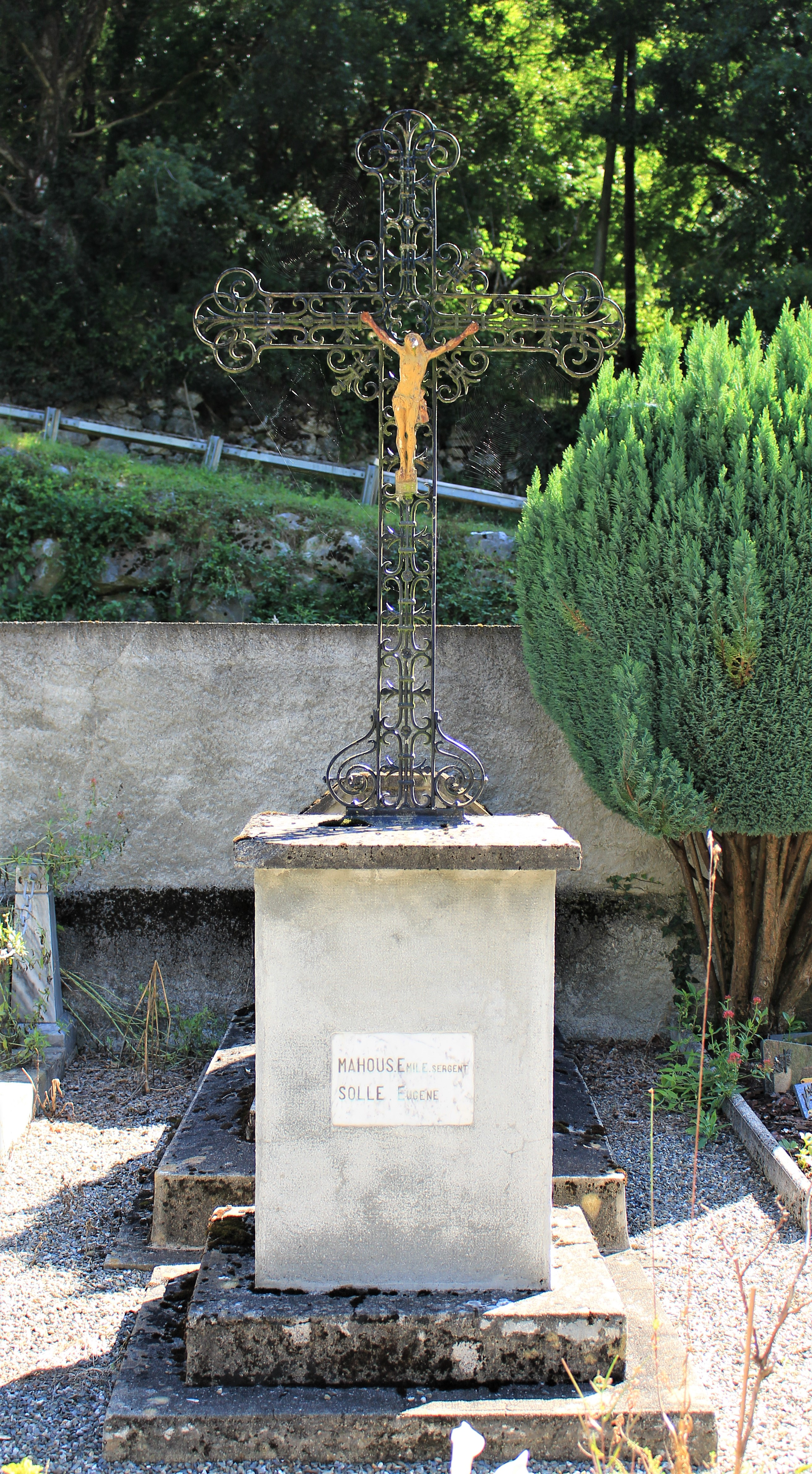
Le monument aux morts.
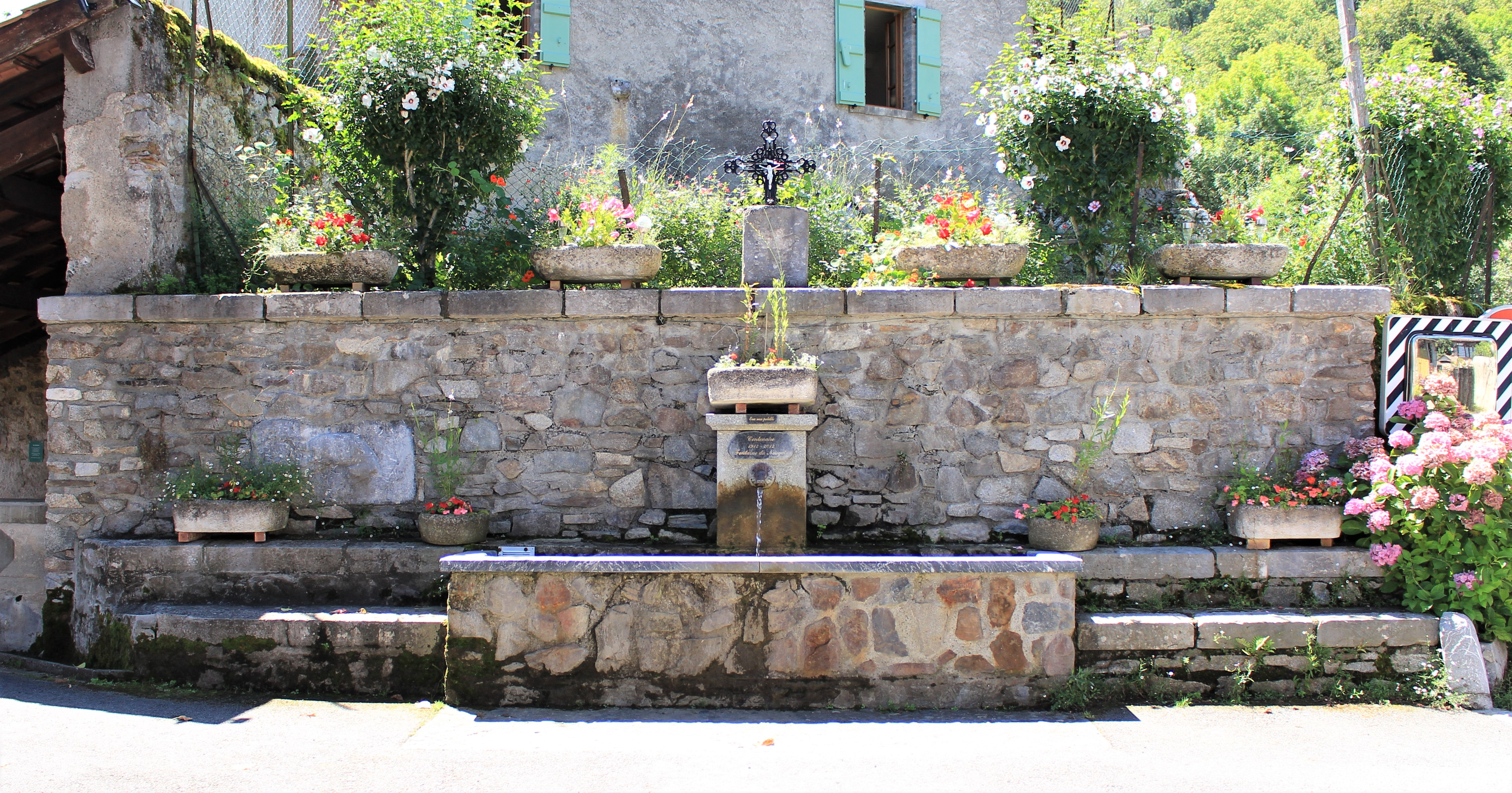
La fontaine.

### Personnalités liées à la commune
Gauthier du Fossat, seigneur de Bramevaque (XIIIe siècle).

### Héraldique
| Blason | Blasonnement : Parti : au premier coupé au I d'argent à la tour de sable et au II d'or aux trois pals de gueules, au second d'or à la vache de gueules sur une terrasse de sinople. |